# Вули, Наибука
Наибука Вули (англ. Naibuka Vuli, родился 6 июня 1960) — фиджийский регбист, выступавший на позиции пропа.

## Биография
Учился в школе королевы Виктории, выступал за её регбийную команду. Также известен по играм за регбийный клуб города Насину. Дебютировал за сборную Фиджи 8 октября 1991 года матчем против Франции в Гренобле в рамках чемпионата мира (сыграл также игру 12 октября против Румынии в Бриве). В 1992 году был капитаном команды, выступавшей под названием «Летучие Фиджийцы» (англ. Flying Fijians). 17 июня 1993 года провёл последнюю игру против Тонга в Нукуалофа.
После завершения карьеры стал работать сотрудником иммиграционной службы Фиджи. В 2009 году Вули предстал перед судом по обвинению в 12 случаях вымогательства: в 2007—2009 годах он размещал нелегальных мигрантов в одном из частных зданий без одобрения Комиссии по общественной службе (англ. Public Service Commission).
Сын — регбист Ситивени Рабули, выступал за команду «Кросс-Киз», был её капитаном; женился на валлийке Луиз Кларк (в браке родились трое детей). Племянник — Суния Кото, также регбист.